# Conall Cernach
Conall Cernach, dans la mythologie celtique irlandaise, est un héros Ulate qui appartient au « Cycle héroïque d’Ulster », dit aussi « Cycle de la Branche Rouge ». Son surnom « Cernach » signifie le victorieux et on le rapproche parfois du dieu gaulois Cernunnos.

## Parenté
Il est le fils du druide Armogen Mac Eccit et de Findchóem, il est le frère de lait du grand héros Cúchulainn, dont il possède la puissance, à l’exception du maniement de la gae bolga. On dit qu’il a massacré plus d’hommes du Connaught qu’il n’y avait d’habitants et qu’il en a tué un chaque jour ; on dit aussi qu’il dort toujours avec la tête d’un guerrier sous son genou.

## Faits mythiques
Dans le récit Aided Óenfhir Aífe (La Mort violente du fils unique d’Aífé), il est ridiculisé par Conla, le fils de Cúchulainn, alors âgé de sept ans. Alors que l’enfant débarque en Irlande en provenance d’Écosse, Conall va à sa rencontre pour lui demander qui il est. Il reçoit une pierre de fronde qui le fait tomber et se retrouve les mains liées.
Il existe une féroce rivalité avec le héros Cet Mac Mágach qu’il a ridiculisé, lors d’un festin, chez Mac Datho de Leinster après avoir vanté leur bravoure. Au Festin de Bricriu, il s’est également mesuré à Lóegaire Búadach et à Cúchulainn, mais c’est ce dernier qui a eu le dessus. Dans le récit mythique Táin Bó Fráich (la Razzia de Fráech) il aide Fráech Mac Idath à récupérer son épouse et son bétail qui ont été volés et emmenés dans les Alpes. À la suite d'une brouille suscitée par le druide Athirne, il bat Mesgegra dans un étrange combat singulier : son adversaire ayant eu un bras coupé, Conall demande qu’on lui en entrave un. Il tue Mesgegra, puis lui coupe la tête, la cervelle mélangée à de la terre devient une arme redoutable, une balle de fronde qui, lancée par Cet Mac Mágach tuera le roi Conchobar Mac Nessa.
Conall et Cúchulainn s’étaient jurés que, si l’un d’entre eux était tué, l’autre le vengerait avant la fin du jour. Quand Erc (en), le fils de Cairbre Nia Fer, tue Cúchulainn lors de la Táin Bó Cúailnge (Razzia des vaches de Cooley) et que Lugaid Mac Conroi lui coupe la tête, Conall les poursuit et tient sa promesse.
La rivalité entre Conall et Cet prend fin après un raid de ce dernier dans le Leinster, où il tue vingt-sept guerriers et leur tranche la tête. Conall peut le suivre à la trace du sang laissée dans la neige, il le rattrape à un gué et le tue dans un combat épique, tout en étant lui-même blessé. Il est trouvé gisant par Belchu de Breifne qui l’emmène chez lui, le soigne jusqu’à ce qu’il soit rétabli et puisse le combattre. Belchu prend peur, se ravise et demande à ses fils de tuer le blessé dans son sommeil ; celui-ci ayant surpris le plan de son hôte, il l’oblige à prendre sa place dans son lit, le père est tué par ses propres enfants, massacrés à leur tour par Conall.
Après la mort du roi Conchobar et de son fils Cormac Cond Longas, on propose la royauté d’Ulster à Conall qui la refuse, ayant mieux à faire chez Ailill et Medb en Connaught. Le roi ayant une nouvelle maîtresse, son épouse demande à Conall de le tuer, ce qui lui permet de venger la mort de Fergus Mac Roeg. Il réussit à s’enfuir, mais il est rattrapé par les guerriers du Connaught qui le tuent au gué de Na Mianna (aujourd’hui Ballyconnell, comté de Cavan).

## Postérité
Selon les généalogies reprises dans le « Ms Rawlinson B 502 » et le « Book of Lecan », Conall Cernach est réputé être le père de Irél Glúnmár lui-même père de Rochaid mac Iréil Glúnmáir, Daire mac Iréil Glúnmáir et Fiachu Findamnas. Irél Glúnmár est le grand-père de Rechtaid Rígderg roi d'Irlande et d'Alba considéré comme l'ancêtre des rois des Cruithni d'Irlande dont l'Ard ri Érenn Cóelbad et les rois de Dál nAraidi postérieurs.